# 狡蛇綿鳚
狡蛇綿鳚，為輻鰭魚綱鱸形目绵鳚亞目绵鳚科的其中一種，分布於西北太平洋區的俄羅斯勘察加半島海域，屬深海底棲性魚類，棲息深度在水深800公尺，體長可達14公分。

## 扩展阅读
維基物種上的相關：狡蛇綿鳚